# Thomas Holenstein
Thomas Holenstein (San Gallo, 7 febbraio 1896 – Muralto, 31 ottobre 1962) è stato un politico svizzero del PPD, consigliere federale dal 1955 al 1959 e Presidente della Confederazione nel 1958.

## Biografia
Figlio di Thomas, avvocato di San Gallo. Dopo gli studi di diritto presso l'Università di Berna lavorò presso lo studio legale del padre. Fu membro del Gran Consiglio sangallese da 1936 al 54. Consigliere nazionale (dal 1937 al 1954, e presidente nel 1952), fece parte delle commissioni della gestione e dei pieni poteri. Come parlamentare si distinse per le sue posizioni federaliste e antistatali. Fu presidente del gruppo parlamentare cattolico conservatore dell'Assemblea federale dal 1942 fino all'elezione in Consiglio federale avvenuta il 16 dicembre del 1954. Fu il primo Consigliere federale cattolico conservatore proveniente da un cantone tradizionalmente poco significativo per il partito, e il primo esponente democratico cristiano a dirigere il Dipartimento federale dell'economia. Prestò particolare attenzione alle questioni relative alla politica estera e agricola. Nel 1958 la Svizzera aderì provvisoriamente all'accordo generale sulle tariffe doganali e sul commercio (GATT). In quel periodo si formò la Comunità economica europea (CEE) che indusse il Consiglio federale a impegnarsi per l'unione degli Stati non appartenenti alla CEE nell'Associazione europea di libero scambio (AELS) Il 20 novembre 1959 annunciò le sue dimissioni dal governo in seguito a gravi problemi di salute. Morì a Muralto il 31 ottobre 1962.